# Shoot From the Hip (álbum)
Shoot From the Hip ("Disparar desde la cadera") es el segundo álbum de la cantante inglesa Sophie Ellis-Bextor, publicado a fines de 2003 por Polydor Records.

## Lanzamiento y recepción
Shoot From the Hip es el segundo álbum de la cantante de Pop-Dance Británica Sophie Ellis-Bextor. Fue publicado por Polydor Records UK el 27 de octubre del 2003 en el Reino Unido. La producción estuvo a cargo de Gregg Alexander, Matt Rowe, Jeremy Wheatley y Damian LeGassick. Comercialmente, Shoot From The Hip alcanzó el n.º 19 en las listas de ventas británicas (Disco de Plata) y desprendió dos singles, titulados "Mixed Up World" (UK n.º 7) y "I Won't Change You" (UK n.º 9). En otros territorios tuvo un éxito muy moderado y por debajo del de su disco anterior. Ellis-Bextor detuvo la promoción de la placa debido a su primer embarazo.
Los lanzamientos por fuera de Gran Bretaña no incluyen las canciones "Making Music", "I Won't Dance With You" ni el track oculto luego de "Hello, Hello", un cover de "Physical" de Olivia Newton-John. Asimismo, la portada cambia sus tonos blancos por turquesas.
La recepción crítica fue mixta. K. Ross Hoffman de ''AllMusic'' dijo que aunque el álbum "carece de cualquier cosa siquiera tan distintiva como sus primeros singles (...) todavía es una colección sólida y perfectamente respetable de pop-dance contemporáneo", destacando los dos singles como las mejores canciones. Sarah McDonnell de MusicOMH comparó positivamente "Mixed Up World" con el trabajo de Pet Shop Boys, aunque consideró que como un todo el disco falla en ser cohesivo.

## Ediciones del álbum

### Edición Inglesa
| N.º | Título                                         | Escritor(es)                                | Productor(es)                               | Duración |  |
| 1.  | «Making Music» (Solo en Reino Unido)           | Sophie Ellis-Bextor, Rob Davis              | Damian LeGassick                            | 3:36     |  |
| 2.  | «Mixed Up World»                               | Ellis-Bextor, Gregg Alexander, Matt Rowe    | Alexander                                   | 3:45     |  |
| 3.  | «I Won't Change You»                           | Ellis-Bextor, Alexander, Rowe               | Alexander, LeGassick, Rowe, Jeremy Wheatley | 3:40     |  |
| 4.  | «Nowhere Without You»                          | Ellis-Bextor, Davis                         | LaGassick                                   | 4:53     |  |
| 5.  | «Another Day»                                  | Ellis-Bextor                                | LeGassick                                   | 3:20     |  |
| 6.  | «Party in My Head»                             | Ellis-Bextor, Alexander, Rowe               | LeGassick                                   | 3:34     |  |
| 7.  | «Love It Is Love»                              | Ellis-Bextor, Alex James, Rowe, Rik Simpson | LeGassick                                   | 3:29     |  |
| 8.  | «You Get Yours»                                | Ellis-Bextor, Andy Boyd, Ross Newell        | LeGassick                                   | 3:59     |  |
| 9.  | «The Walls Keep Saying Your Name»              | Ellis-Bextor                                | LeGassick                                   | 4:23     |  |
| 10. | «I Won't Dance with You» (Solo en Reino Unido) | Ellis-Bextor, LeGassick                     | LeGassick                                   | 3:59     |  |
| 11. | «I Am Not Good at Not Getting What I Want»     | Ellis-Bextor, Bernard Butler                | LeGassick                                   | 3:33     |  |
| 12. | «Hello, Hello»                                 | Ellis-Bextor, LeGassick                     | LeGassick                                   | 4:20     |  |
| 13. | «Physical» (Track oculto, solo en Reino Unido) | Steve Kipner, Terry Shaddick                | LeGassick                                   | 3:53     |  |

## Listas de ventas
| Listas (2003)          | Posición |
| ---------------------- | -------- |
| Reino Unido            | 19       |
| México (general)       | 25       |
| México (International) | 11       |
| Suiza                  | 35       |
| Nueva Zelanda          | 39       |
| Alemania               | 84       |
| Francia                | 99       |

| Listas | Certificación | Ventas  |
| ------ | ------------- | ------- |
| UK BPI | Silver        | 60,000+ |